# Ian Macgregor
Ian Macgregor (* 13. April 1983 in Nederland) ist ein ehemaliger US-amerikanischer Radrennfahrer.
Ian Macgregor wurde 2004 zum ersten Mal US-amerikanischer Meister im Straßenrennen der U23-Klasse; im Jahr darauf verteidigte er seinen Titel. In der Saison 2007 gewann er eine Etappe bei der Tour de Beauce.  2008 entschied er eine Etappe des Fitchburg Longsjo Classic für sich und belegte Rang zwei beim Bob Cook Memorial Mount Evans Hill Climb.

## Erfolge
2004
- US-amerikanischer Meister – Straßenrennen (U23)

2005
- US-amerikanischer Meister – Straßenrennen (U23)

2007
- eine Etappe Tour de Beauce

## Teams
- 2005 TIAA-CREF
- 2006 TIAA-CREF
- 2007 Slipstream-Chipotle
- 2008 Team Type 1
- 2009 Team Type 1
- 2010 Kelly Benefit Strategies